# Корнуол (тежък крайцер, 1926)
Корнуол (на английски: HMS Cornwall (56)) е тежък крайцер на Британския Кралски флот, от типа Каунти, подтип „Кент“, вимпел номер 56. „Корнуол“ е петият крайцер от следвоенния период построен в рамките на Вашингтонското морско съглашение от 1922 г. Кръстен е в чест на едноименното графство Корнуол. Корабът е заложен в корабостроителницата на Девънпорт на 9 октомври 1924 г. и е спуснат на вода на 11 март 1926 г. По-голямата част от своята предвоенна служба корабът носи на Китайската станция.

## Описание
Водоизместимостта на „Корнуол“ съставлява 9850 дълги тона (10 010 метрични тона) при стандартно натоварване и 13 520 д. т (13 740 тона) при пълно. Корабът има обща дължина 630 фута (192,0 м), ширина 68 фута и 5 дюйма (20,9 м) и газене от 20 фута и 6 дюйма (6,2 м).
Двигателната установка е снабдена с парни турбини „Парсънс“ (Parsons) задвижващи четири гребни вала, които развиват обща мощност от 80 000 конски сили (60 000 кВт) и дават максималната скорост от 31,5 възела (58,3 км/ч; 36,2 мили в час). Парата за турбините се осигурява от осем трибарабанни котела. „Корнуол“ превозва максимум 3425 д. тона (3480 т) мазут, което му осигурява далечина на плаване от 13 300 морски мили (24 600 км; 15 300 мили) при скорост 12 възела (22 км/ч; 14 мили в час). Корабът е укомплектован със 784 души екипаж включая офицерите.
На кораба са поставени осем 8-дюймови (203-мм) оръдия 50-ти калибър в четири сдвоени оръдейни кули. Вторичното въоръжение се състои от четири 4-дюймови (102-мм) зенитни оръдия „Викерс“ Mk V на лафети Mk III. Също така на „Корнуол“ са поставени четири единични 2-фунтови (40-мм) автоматични зенитни оръдия („пом-пом“). Корабът носи два надводни четиритръбни торпедни апарата за 21-дюймови (533-мм) торпеда.
„Корнуол“ е слабо защитен с броня, с дебелина малко повече от един дюйм, която защитава жизненоважните механизми.
Погребите са изключение и са защитени с броня дебела 2 – 4,375 дюйма (50,8 – 111,1 мм).
На палубата има един авиационен катапулт и хидросамолет.

## История на службата
Крайцерът „Корнуол“ влиза в строя на Кралския военноморски флот на Великобритания на 6 декември 1927 г. и е назначен да служи в 5-та крайцерска ескадра (CS) на Китайската станция.
В периода 1929 – 30 г. корабът получава система за управление на зенитните оръдия, позволяваща да се води огън по въздушни цели с голям ъгъл на насочване. След година на крайцерът е поставен катапулта.
Две четирицевни картечници Vickers 50 калибър (12,7 мм) Mark III са добавени през 1934 г.
През юли 1936 г. „Корнуол“ се връща в дока на Девънпорт за основен ремонт. На крайцера е поставена допълнителна корабна броня, която включва 4,5-дюймов (114 мм) цементиран брониран пояс от Круповска стомана отстрани на машинното и котелното отделения, а също така динамо-зала и предаваща станция за управление на огъня.
Поясът върви на 6 фута (1,8 м) от долната палуба. Четири дюйма броня са добавени и за защита на страните на отсеците на вентилатора на котелното. Поставен е хангар за самолета и нов, по-мощен катапулт.
Пунктът за управление е пренесен на покрива на хангара, а на предишното му място е поставена нова кула за управление на огъня с механично задвижване. Вместо старите 102 мм оръдия получава четири нови сдвоени оръдейни кули „Викерс“ MkXVI със същия калибър на установките MkXIX.
В съседство с прожекторната кула са добавени две осемцевни 2-фунтови артустановки, а предишните 2-фунтовки са свалени. 12,7-мм картечници „Викерс“ са пренесени от платформата при фокмачтата на покрива на хангара.
Измененията увеличават водоизместимостта на кораба с 107 д. тона (109 т) и струват примерно 215 000 фунта стерлинги. След завършването на преоборудването, през декември 1937 г., корабът е предаден във 2-ра крайцерска ескадра, а през 1939 г. се връща в 5-та.
С началото на войната е преведен в Източноиндийският флот на Великобритания. От октомври до декември 1939 г. участва в търсенето на немския джобен линкор „Admiral Graf Spee“. Заедно със самолетоносача „Игъл“ (HMS Eagle) и тежкия крайцер „Дорсетшир“ (HMS Dorsetshire) влиза в състава на Съединение „J“, което се базира на Цейлон. В началото на 1940 г. действа в Южния Атлантик, където съпровожда конвои. На 13 септември се среща с конвой, в който има войски, предназначени за превземането на Дакар от вишистска Франция. Но е отделен за прихващане на френския лек крайцер Primauguet, който съпровожда нефтен танкер за Либревил. Пет дни по-късно той ги принуждава да се върнат в Касабланка. След това „Корнуол“ се връща в Индийския океан и на 8 май 1940 г. потопява немския спомагателен крайцер „Pinguin“ (Schiff 33), означен при англичаните като „рейдер F“. Лодките на „Корнуол“ спасяват 60 члена на екипажа на „Пингвин“ и 24 души от пленниците от превзетите от „Пингвин“ кораби. От 401 немци, намиращи се на борда на „Пингвин“, оцеляват само три офицера, един старши офицер, и 57 старшини и матроси. От 238 пленени, намиращи се на немския рейдер, оцеляват само девет офицер и 15 моряка, 214 пленени и 341 члена на екипажа на „Пингвин“ загиват.
След началото на Тихоокеанската война, на 7 декември 1941 г., корабът започва да съпровожда конвои през Индийския океан.
Първа задача е съпровождането на Конвоя JS.1 от Коломбо (Цейлон) към Нидерландска Индия в края на януари – началото на февруари 1942 г.
Следва операция в състава на Конвой МС. 5 за Австралия, в началото на март.
През същия месец „Корнуол“ е назначен в бързоходната група „А“ на Източния флот.

## Гибел
На 2 април 1942 г. „Корнуол“ и тежкият крайцер „Дорсетшир“ са командировани от Източния флот. „Дорсетшир“ – за комплектация с въоръжение и оборудване, а „Корнуол“ – за съпровождане на конвоя СУ-4 (състоящ се от транспортния съд USAT Уилард А. Холбрук на армията на САЩ и австралийския транспорт MV Duntroon) за Австралия. След това за охрана на самолетоносача „Хермес“ (HMS Hermes) плаващ към Тринкомале на Цейлон, за ремонт.
На 4 април 1942 г. е забелязан японския флот, и двата крайцера напускат залива и спешно се дозареждат в морето. Скоро, след полунощ, те се насочват към атола Аду. На следващия ден, двата британски крайцера са засечени от самолет-коректировач на японския крайцер „Тоне“, примерно на 200 мили (370 км) югозападно от Цейлон и отначало погрешно са взети за разрушители.
При японското настъпление в Индийския океан, на 5 април 1942 г., в рамкита на операцията, известна като „Рейд във великденската неделя“ (Easter Sunday Raid), вълна от пикиращи бомбардировачи Aichi D3A излита от три японски самолетоносача („Акаги“, „Хирю“ и „Сорю“), и атакува „Корнуол“ и „Дорсетшир“.
Английските крайцери плават със скорост 27,5 възела, когато около 13:40 са атакувани от японските самолети. Краткият бой става на 320 км (170 морски мили) югозападно от Цейлон, в хода на който „Корнуол“ и „Дорсетшир“ са потопени.
Британските загуби съставят 424 души убити. 1122 оцелели прекарват тридесет часа във водата, преди да са спасени от лекия крайцер „Ентърпрайз“ (HMS Enterprise) и два разрушителя.